# (188588) 2005 NP29
2005 أن بي 29 (ويعرف أيضًا باسم (188588) 2005 أن بي 29 وفق تسمية الكوكب الصغير) (بالإنجليزية: 2005 NP29)‏ هو كويكب ضمن حزام الكويكبات؛ وترتيبه 188588 من حيث الاكتشاف.
اكتُشف هذا الجُرم الفلكي بواسطة جيمس ويتني يونغ في 8 يوليو 2005.

## وصلات خارجية
- (188588) 2005 NP29 في قاعدة بيانات مختبر الدفع النفاث لأجرام النظام الشمسي الصغيرة

- الاكتشاف · مخطط المدار ·  العناصر المدارية · المعلمات المادية

- (188588) 2005 NP29 على موقع ويكي سكاي: DSS2, SDSS, GALEX, IRAS, Hydrogen α, X-Ray, Astrophoto, Sky Map, Articles and images